# جوجه فکلی
جوجه فکلی فیلمی به کارگردانی رضا صفایی و نویسندگی رضا عقیلی محصول سال ۱۳۵۳ است.

## خلاصهٔ داستان
همسر فرمان یک پسر و همسر حیدر دختری به‌دنیا می‌آورد. فرمان اسم پسرش را فریدون می‌گذارد و آرزو می‌کند که او پزشک شود. سال‌ها بعد فریدون (بهمن مفید)، که آوازه‌خوان بی‌استعدادی است، به‌پیشنهاد مادرش اقدس (ملیحه نصیری) در صدد ازدواج برمی‌آید. از سوی دیگر شیرین (مستانه جزایری)، فرزند حیدر (محمود تهرانی)، دختر خودسری است که پدرش آرزو دارد او با جاهلی به‌نام اسمال آقا (احمد معینی)، که در زندان است، ازدواج کند. سکینه (شهناز تهرانی)، کلفت خانه، فریدون را می‌بیند و او را برای همسری شیرین در نظر می‌گیرد. تنها عیب فریدون این است که «جوجه فکلی» است و حیدر به ازدواج او با دخترش رضایت نمی‌دهد. اقدس و سکینه فریدون را به حسین پاشنه‌ (رضا ارحام صدر) می‌سپارند تا در «انستیتو جاهلی» از او یک «جاهل باتکنیک» بسازد. فریدون با اکراه زیر نظر حسین پاشنه‌ و همکارانش (عزت‌الله رمضانی‌فر و صمد شیرازی) دوره می‌بیند و آماده می‌شود تا رو در روی اسمال گاوکش قرار گیرد. او مراسم عقد اسمال و شیرین را به‌هم می‌ریزد و با شیرین پای سفرهٔ عقد می‌نشیند.

## بازیگران
- رضا ارحام صدر در نقش حسین پاشنه‌
- بهمن مفید در نقش فریدون
- شهناز تهرانی در نقش سکینه
- مستانه جزایری در نقش شیرین
- علی زاهدی در نقش میوه‌فروش
- پروین سلیمانی در نقش مادربزرگ فریدون
- گیتی فروهر در نقش مادربزرگ شیرین
- محمود تهرانی در نقش پدر شیرین
- ملیحه نصیری در نقش مادر فریدون
- احمد معینی در نقش اسمال
- عزت‌الله رمضانی‌فر در نقش نوچه حسین پاشنه
- اسماعیل شیرازی در نقش قصاب محله